# Djanira da Motta e Silva
Djanira da Motta e Silva, de nacimiento Pia Job Paiva y conocida artísticamente como Djanira, (Avaré, 20 de junio de 1914 - Río de Janeiro, 31 de mayo de 1979) fue una pintora, ilustradora y grabadora brasileña. Sus pinturas eran de arte naif, que representaban a la gente corriente brasileña, temas religiosos y paisajes.

## Trayectoria
Nació en Avaré, hija de Oscar de Paiva, indígena y madre austríaca. Fue registrada como Pia Job Paiva. Trabajó en el comercio ambulante y en campos cafeteros.  A los 23 años fue hospitalizada por tuberculosis en São José dos Campos, donde realizó su primer dibujo: Cristo en el Gólgota. Su salud mejoró y continuó el tratamiento en Río de Janeiro, residiendo en el barrio de Santa Teresa, por su aire limpio. En 1930 alquiló una pequeña casa en el barrio y la convirtió en una pensión familiar. Fue mayormente autodidacta, sin embargo, uno de sus huéspedes, el pintor Emeric Mercier, la animó y le dio lecciones de pintura, también asistió a un curso nocturno de dibujo en el Liceo de Artes y Oficios de São Paulo donde Mercier daba clase. En este período se hizo amiga del matrimonio de los artistas Maria Helena Vieira da Silva y Árpád Szenes, del pintor Milton Dacosta, el escritor Carlos Scliar y otros residentes de Santa Teresa que frecuentaban el mundo arte como Jean-Pierre Chabloz, habituales de la pensión, lo que le proporcionó un ambiente estimulante.
A finales de la década de 1930, sus amigos le animaron a exponer su trabajo en el 48º Salón Nacional de Bellas Artes en 1942. Al año siguiente realizó su primera exposición individual en la Asociación Brasileña de Prensa (ABI). En 1944, pintó O Circo. En 1945 viajó a Nueva York donde vio la obra de Pieter Bruegel y entró en contacto con Fernand Léger, Joan Miró y Marc Chagall, también realizó en 1946, una exposición en las galerías de la The New School.

Perteneció al Partido Comunista Brasileño y entre 1953 y 1954 viajó a estudiar a la Unión Soviética. De regreso a Brasil, realizó el Largo do Pelourinho, Salvador (1955), que muestra a Cristo como un hombre negro, el mural Candomblé (1957) para la residencia del escritor Jorge Amado, en Río de Janeiro, y un panel para el Liceu Municipal de Petrópolis.

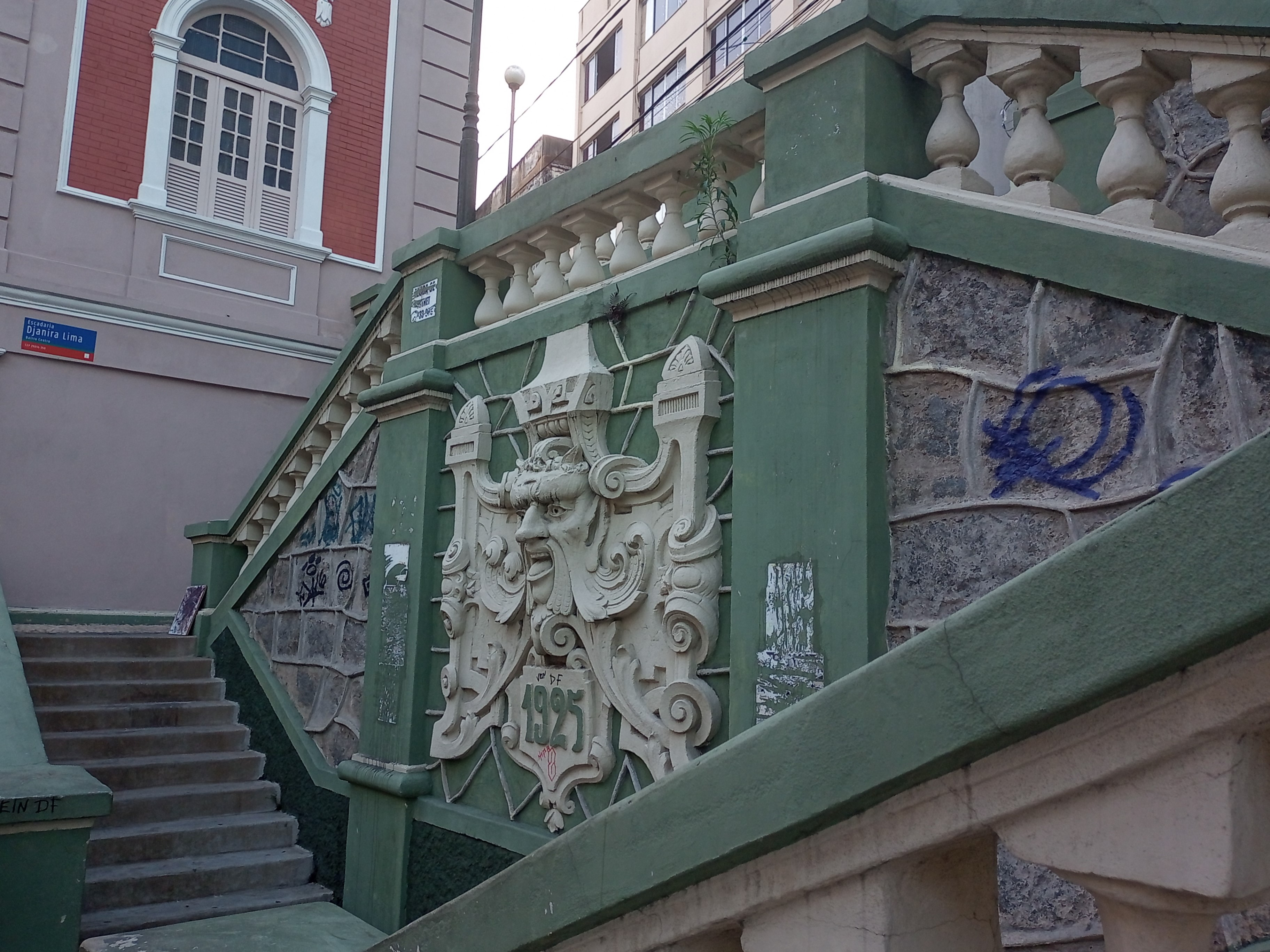
Escalera en el Centro de Vitória

En 1950, durante su estancia en Salvador, conoció a José Shaw da Motta e Silva, la Motinha, un funcionario público, nacido en Salvador el 29 de enero de 1920. Se casaron en Río de Janeiro, el 15 de mayo de 1952, y cambió su nombre a Djanira da Motta e Silva.
En Río de Janeiro, fue una de las líderes del movimiento Salão Preto e Branco o Huelga de los Colores, una protesta llevada a cabo por artistas contra el encarecimiento del material para pintura y los altos impuestos para su importación, que consistió en que 600 artistas, incluida Djanira, exhibieron sus obras en blanco y negro durante el Salón Nacional de Arte Moderno de 1954.

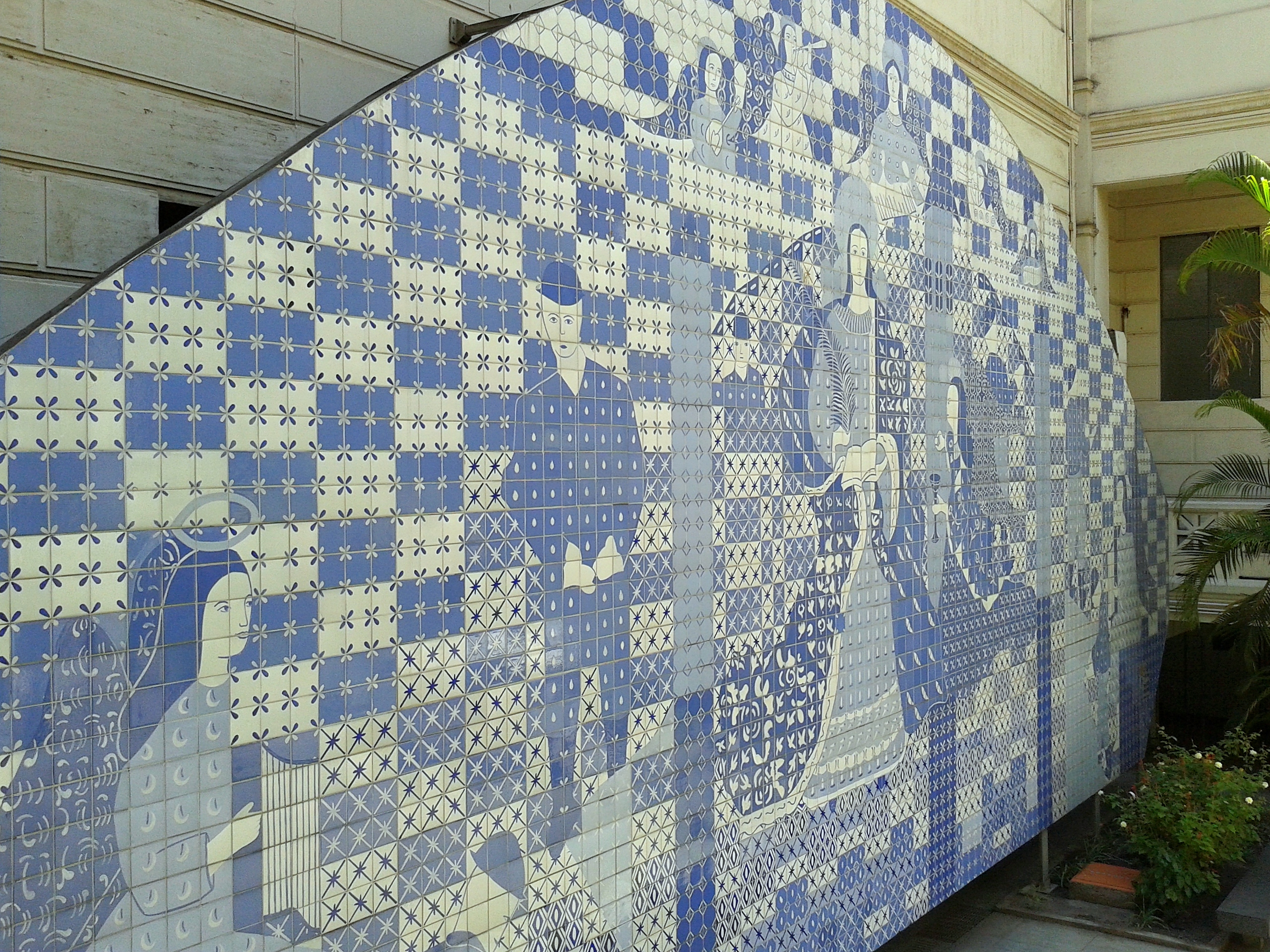
Panel de Santa Bárbara en el Museo Nacional de Bellas Artes de Brasil

En 1960 se trasladó a Maranhão donde convivió con el pueblo Canela (autollamados Timbira) y pintó Indios Canela de Maranhão. En 1963 realizó el panel de azulejos Santa Bárbara para el túnel de la capilla de Santa Bárbara en Orange, Río de Janeiro, obra que sigue en construcción.En 1966, la compañía Cultrix publicó un álbum de sus poemas y serigrafías.  
Durante los primeros meses de la dictadura militar de Brasil, en 1964, fue apresada en 1964, hecho que le hizo alejarse de la vida pública, pero, siguió con su trabajo artístico.
En la década de 1970, fue a las minas de carbón de Santa Catarina para vivir de cerca la vida de los mineros y viajó a Itabira, para ver el servicio de extracción de hierro, lo que le sirvió para mostrar la realidad obrera.
En 1972, se ordenó como monja en la Orden de las Carmelitas.

## Obra
Su obra incluye xilografías, grabados y dibujos para tapices y azulejos. Sus pinturas eran de arte naif, que representaban a la gente corriente y marginados brasileños, la cultura afro-brasileña, temas religiosos, fiestas folclóricas y paisajes. Su trabajo, también muestra el interés que tenía en el grafismo indígena, sus raíces por su ascendencia indígena y los procesos de mestizaje.
Inicialmente su trabajo denominado como "primitivo", fue paulatinamente ganando mayor reconocimiento por parte de la crítica. El crítico de arte Mário Pedrosa, señaló: "Djanira es una artista que no improvisa y, aunque tengan una apariencia ingenua e instintiva, sus obras son fruto de una cuidadosa preparación".
Sus pinturas de los años 1940 suelen ser oscuras, de tonos tenues, como el gris, el marrón y el negro, pero con una proclividad hacia las formas geométricas de disciplina. En la década siguiente, su paleta se diversificó con colores vibrantes y algunas obras abordan gradaciones tonales que van del blanco al gris claro. Muestra en sus figuras humanas una expresión de solemne dignidad. 
Djanira formó parte de la segunda fase del modernismo brasileño.

## Reconocimientos
En 1976, el Museo Nacional de Bellas Artes de Brasil realizó una retrospectiva con 200 de sus obras, una de las más grandes en vida. En 2018, el Museu Municipal Anita Ferreira De Maria, organizó la muestra Semana Djanira. Un año más tarde, en 2019, el Museo de Arte de São Paulo, en su ciclo Historias de mujeres, historias feministas, dedicó una muestra de su obra, denominada Djanira: a memória de seu povo.
En 2024, su obra fue exhibida por primera vez en la Bienal de Venecia.